# Thlaspidula
Thlaspidula là một chi bọ cánh cứng trong họ Chrysomelidae.
Chi này được miêu tả khoa học năm 1901 bởi Spaeth.

## Các loài
Các loài trong chi này gồm:
- Thlaspidula fimbriata Spaeth, 1901
- Thlaspidula muelleri (Spaeth, 1903)
- Thlaspidula riedeli Borowiec & Swietojanska, 2001